# Koen Leenhouts
Koen Leenhouts (Oostburg, 10 januari 1984) is een Nederlands schaakgrootmeester. Leenhouts is afkomstig uit en woonachtig in Zeeland. Hij studeerde Nederlandse taal aan de Universiteit Gent en studeerde daar in 2008 af met een licentiaatsverhandeling over Neologismen in het Nederlands. Leenhouts studeerde ook in Nijmegen. Daarna werkte hij als leraar Nederlands op een middelbare school in Hulst.

## Schaakcarrière
Leenhouts werd in 2005 Internationaal Meester. Hij haalde zijn eerste grootmeesternorm in 2017 bij het Nederlands kampioenschap schaken in Dieren, waar hij gedeeld eerste werd. De tweede en derde norm behaalde Leenhouts in 2018 en 2023 in de Belgische competitie. 